# Milan Dobričić
Milan Dobričić (Beograd, 21. januar 1977) srpski je pisac i prevodilac.

## Biografija
Milan Dobričić, rođen je 1977. godine u Beogradu.
Diplomirao svetsku i srpsku književnost na Univerzitetu u Beogradu. Završio Beogradsku Otvorenu Školu.
Jedan od osnivača Udruženja Treći Trg i međunarodnog Beogradskog festivala poezije i knjige TRGNI SE! POEZIJA!.
Radi kao prevodilac sa engleskog i italijanskog jezika.
Objavljivao poeziju i prozu u časopisima u Srbiji, Bosni i Hercegovini, Hrvatskoj, Sloveniji, Francuskoj, Poljskoj, Rumuniji, Španiji/Kataloniji, Turskoj i Makedoniji.

## Dela
Objavio dve priče u zborniku Najkraće priče 2006 (Alma, Beograd) i jednu u zborniku Krik (Krik, Beograd, 2016).
Objavio koautorsku knjigu proze Dnevnik 2000 (CSM, 2001), zbirke pesama Pritisak (CSM, 2002), Dovijanje (Treći Trg, 2006), Blagosloveni gubitnici (Društvo Istočnik, 2009), Lirika i tako... (Treći Trg, 2013), Trenuci kad se rađaju sveci (Treći Trg, 2015), dvojezični izbor iz poezije Blessed Losers (Treći Trg, 2013), zbirku kratkih priča Ceđ (Treći Trg, 2010), zbirku kratkih zapisa O (Treći Trg, 2014) i roman Dnevnik glavobolje (Treći Trg, 2017), Utočišta (Treći Trg i Srebrno drvo, 2019).
Učesnik u projektu WordExpress kao pesnik i prevodilac.
Prevođen u časopisima na engleski, francuski, poljski, rumunski, katalonski, češki, slovenački, turski, hebrejski, makedonski, ruski, letonski, bugarski i italijanski jezik. Izbor iz poezije objavljen je na turskom jeziku 2017. godine.

## Prevodi
Preveo s engleskog roman velškog pisca Ovena Martela Drugi čovek (Treći Trg, 2011), zbirke pesama Paskal Peti Zoo otac (Treći Trg, 2012), Lovkinja (Treći Trg, 2016) i Fauverie (Treći Trg, 2016), i zbirku pesama Gabrijela Rozenstoka Tragom njenog imena (sa Gorjanom Rajić, Treći Trg, 2013) i  tri knjige Imanuela Mifsuda Juta Hajm (Treći Trg, 2018), Penelopa čeka (Treći Trg, 2018) i Riba (Treći Trg, 2019).
Član je Srpskog književnog društva od 2017. godine, a iste godine postao je član i Udruženja književnih prevodilaca Srbije.

## Bibliografija
- Dnevnik 2000 (CSM, 2001) - proza
- Pritisak (CSM, 2002) - poezija
- Dovijanje (Treći Trg, 2006) - poezija
- Blagosloveni gubitnici (Društvo Istočnik, 2009) - poezija
- Ceđ (Treći Trg, 2010) - proza
- Lirika i tako... (Treći Trg, 2013) - poezija
- Blessed Losers (Treći Trg, 2013) - dvojezični izbor poezije, prevod na engleski Novica Petrović
- O (Treći Trg, 2014) - kratki zapisi
- Trenuci kad se rađaju sveci (Treći Trg, 2015) - poezija
- Dnevnik glavobolje (Treći Trg, 2017) - roman
- Kutlu Kaybedenler (Delta, 2017) - izbor pesama, na turski preveo Gokčenur Č
- Utočišta (Treći Trg i Srebrno drvo, 2019) - poezija
- Beati sconfitti (Arcipelago itaca Edizioni, 2019) - dvojezični izbor poezije, prevod na italijanski Anton Špacapan i Frančesko Tomada

#### Prevodi
- Oven Martel: Drugi čovek (Treći Trg, 2011) - prevod
- Paskal Peti: Zoo otac (Treći Trg, 2012) - prevod
- Paskal Peti: Lovkinja (Treći Trg, 2016) - prevod
- Paskal Peti: Fauverie (Treći Trg, 2016) - prevod
- Gabrijel Rozenstok: Tragom njenog imena (Treći Trg, 2013) - prevod sa Gorjanom Rajić
- Treći Trg 20-30/2010 (Treći Trg, 2010) - prevod, više autora
- Imanuel Mifsud: Juta Hajm (Treći Trg, 2018) - prevod
- Imanuel Mifsud: Penelopa čeka (Treći Trg, 2018) - prevod
- Imanuel Mifsud: Riba (Treći Trg, 2019) - prevod